# FBC Štíři Č. Budějovice
FBC Štíři Č. Budějovice je florbalový klub z Českých Budějovic založený v roce 2001.
Tým mužů bude hrát od sezóny 2025/2026 třetí nejvyšší soutěž, Národní ligu. Tam sestoupil po sedmi letech v 1. lize v ročnících 2018/2019 až 2024/2025. Dříve hrál tým 1. ligu také v sezóně 2010/2011. Největším úspěchem týmu je účast ve čtvrtfinále a konečné sedmé resp. osmé místo v 1. lize v sezónách 2022/2023 resp. 2018/2019.
Zaniklý tým žen hrál v sezónách 2009/2010 až 2010/2011 a 2015/2016 až 2016/2017 1. ligu, tedy druhou nejvyšší soutěž. Druhou účast v 1. lize získal tým sloučením s týmem FBC UNITED Č. Budějovice po sezóně 2014/2015. Samotný tým FBC UNITED vznikl v roce 2010 sloučením týmů SK Českobudějovičtí lvi a FBC České Budějovice, a v sezóně 2012/2013 hrál Extraligu žen.

## Mužský tým

### Sezóny
| Sezóna                                             | Úroveň | Soutěž       | Umístění | Poznámka |
| -------------------------------------------------- | ------ | ------------ | -------- | --- |
| 2009/2010                                          | 3      | 2. liga      |          | Vítězství v 2. kole baráže proti Hlásná – DDM Praha 10 B – Postup do vyšší ligy                                                                                   |
| 2010/2011                                          | 2      | 1. liga      | 10.      | Prohra v 2. kole play-down proti TJ Sokol Královské Vinohrady – Sestup do nižší ligy                                                                              |
| V sezónách 2011/2012 až 2013/2014 hrál tým 2. ligu |        |              |          | |
| 2013/2014                                          | 3      | 2. liga      | 4.       | Prohra v 2. kole play-up proti S.K. P.E.M.A. Opava – Prohra v baráži proti FBC Start98 – Postup z prvního místa Divize III do nově vzniklé Národní ligy           |
| 2014/2015                                          | 3      | Národní liga |          | Vypadnutí ve čtvrtfinále play-off proti T.B.C. Králův Dvůr |
| 2015/2016                                          | 3      | Národní liga |          | Vypadnutí v semifinále play-off proti FB Hurrican Karlovy Vary |
| 2016/2017                                          | 3      | Národní liga |          | Vypadnutí ve čtvrtfinále play-off proti TJ Turnov |
| 2017/2018                                          | 3      | Národní liga |          | Prohra ve finále play-off proti TJ Sokol Mukařov – Prohra v baráži proti Florbal Chomutov – Dodatečný postup po nepřihlášení vyšší soutěže týmem TJ Sokol Mukařov |
| 2018/2019                                          | 2      | 1. liga      | 8.       | Vypadnutí ve čtvrtfinále play-off proti FBŠ Hummel Hattrick Brno                                                                                                  |
| 2019/2020                                          | 2      | 1. liga      | 10.      | Vypadnutí v předkole play-off proti FAT PIPE Start98 Praha-Kunratice                                                                                              |
| 2020/2021                                          | 2      | 1. liga      | 6.       | Sezóna ukončena po neúplných sedmi odehraných kolech základní části                                                                                               |
| 2021/2022                                          | 2      | 1. liga      | 9.       | Vypadnutí v předkole play-off proti FAT PIPE Start98 Kunratice |
| 2022/2023                                          | 2      | 1. liga      | 7.       | Vypadnutí ve čtvrtfinále play-off proti Florbal Ústí |
| 2023/2024                                          | 2      | 1. liga      | 10.      | Vypadnutí v osmifinále play-off proti Sokol Brno I EMKOCase Gullivers                                                                                             |
| 2024/2025                                          | 2      | 1. liga      | 14.      | Prohra v play-down proti Sokol Brno I EMKOCase Gullivers – Sestup do nižší ligy                                                                                   |

### Známí hráči
- Tomáš Hanák (2019–2023)

## Ženský tým

### Sezóny
| Sezóna | Úroveň | Soutěž  | Umístění | Poznámka                                        |
| --- | ------ | ------- | -------- | ----------------------------------------------- |
| 2008/2009 | 3      | 2. liga |          | Postup do vyšší ligy                            |
| 2009/2010 | 2      | 1. liga |          | [ 30 ]                                          |
| 2010/2011 | 2      | 1. liga |          | [ 31 ]                                          |
| V sezónách 2011/2012 až 2014/2015 hrál tým 2. ligu. Sloučením s týmem FBC UNITED Č. Budějovice získal účast v 1. lize. |        |         |          |                                                 |
| 2015/2016 | 2      | 1. liga | 11.      | [ 32 ]                                          |
| 2016/2017 | 2      | 1. liga |          | Vypadnutí v osmifinále play-off proti FBC Texas |
| V sezónách 2017/2018 až 2021/2022 hrál tým 2. ligu, následně zanikl                                                    |        |         |          |                                                 |

### Sezóny ženského týmu FBC UNITED Č.Budějovice
| Sezóna    | Úroveň | Soutěž    | Umístění | Poznámka |
| --------- | ------ | --------- | -------- | --- |
| 2010/2011 | 3      | 2. liga   |          | Postup do vyšší ligy |
| 2011/2012 | 2      | 1. liga   | 2.       | Prohra ve finále play-off proti FbC Asper Šumperk – Čtvrté místo v baráži o postup do Extraligy – Dodatečný postup do vyšší soutěže jako náhrada za nepřihlášený tým FBC Remedicum Ostrava |
| 2012/2013 | 1      | Extraliga | 12.      | Třetí místo v baráži – Sestup do nižší ligy |
| 2013/2014 | 2      | 1. liga   |          | Prohra ve finále play-off proti PRAMOS Šitbořice FbC Aligators |
| 2014/2015 | 2      | 1. liga   | 7.       | Vypadnutí ve čtvrtfinále play-off proti Florbalová akademie MB – Nymburk |